# Michelangelo Salvi

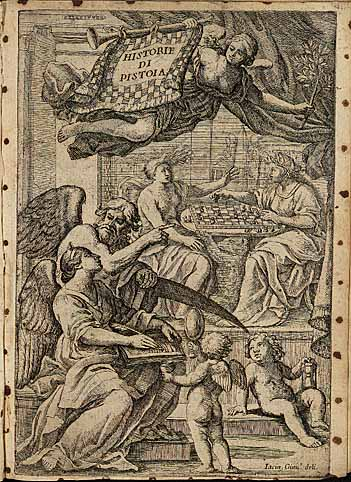
Illustrazione tratta da "Delle Historie di Pistoia", 1656-1662

Michelangelo Salvi (Pistoia, XVII secolo – XVII secolo) è stato uno storico italiano del XVII secolo.

## Biografia
Michelangelo Salvi lavorò alle "Historie di Pistoia" il cui primo volume uscì nel 1655. In questo primo volume l'erudito ecclesiastico (era un frate servita) sostenne che l'origine di Pistoia fosse da addebitare a un pronipote di Noè, noto con il nome di Pistio. Nel 1657 apparve il secondo volume delle Historie che il monaco servita volle consacrare al cardinal Forteguerri. Il terzo ed ultimo volume delle Historie venne pubblicato nel 1662 a Venezia. 
L'opera del Salvi per quanto farraginosa, ed inattendibile in alcuni punti (ad esempio la fantasiosa ricostruzione dell'origine di Pistoia), rappresenta comunque una delle fonti imprescindibili per la conoscenza storica della città toscana.

## Opere
- 1: Delle historie di Pistoia e fazioni d'Italia tomi tre / di Michel'Angelo Salvi; doue successi non più vditi, e da non esser creduti distintamente si narrano; con due copiose tauole in fine, una delle cose più notabili, e l'altra delle città, e loro qui nominate famiglie; all'em.mo, e rev.mo principe il signor card. Spada vescovo di Sabina, In Roma: per Ignatio de' Lazari, 1656

- 2: Delle historie di Pistoia e fazioni d'Italia tomo secondo: doue con distinto e copioso racconto di quelle di Roma, narrandosi non più vditi e stupendi successi, gran lume ad altre historie si porta: con due copiose tauole in fine, vna delle cose più notabili, e l'altra delle città, e loro qui nominate famiglie: all'eterna memoria del card. Fortiguerra vero padre di sua patria, e del Vaticano propugnatore / queste memorie deuoto & umile consacra Michel'Angelo Salvi, In Pistoia: per Pier'Antonio Fortunati, 1657

- 3: Delle historie di Pistoia e fazioni d'Italia di Michel'Angelo Salvi tomo terzo: all'eminentissimo, e reuerendissimo signore il signor cardinale Rospigliosi, In Venetia: per il Valuasense, 1662